# Archichlora antanosa
Archichlora antanosa är en fjärilsart som beskrevs av Claude Herbulot 1960. Archichlora antanosa ingår i släktet Archichlora och familjen mätare. Inga underarter finns listade i Catalogue of Life.